# Oxalis bela-vitoriae
Oxalis bela-vitoriae är en harsyreväxtart som beskrevs av A. Lourteig. Oxalis bela-vitoriae ingår i släktet oxalisar, och familjen harsyreväxter. Inga underarter finns listade i Catalogue of Life.